# ورزشگاه می دی
رانگرادو مِی دِی (Rungrado may day) به معنی «گشایش‌یافته در روز نخست مِی»یا«روز کارگر» نام بزرگ‌ترین ورزشگاه فوتبال در جهان واقع در پیونگ‌یانگ، کره شمالی است.

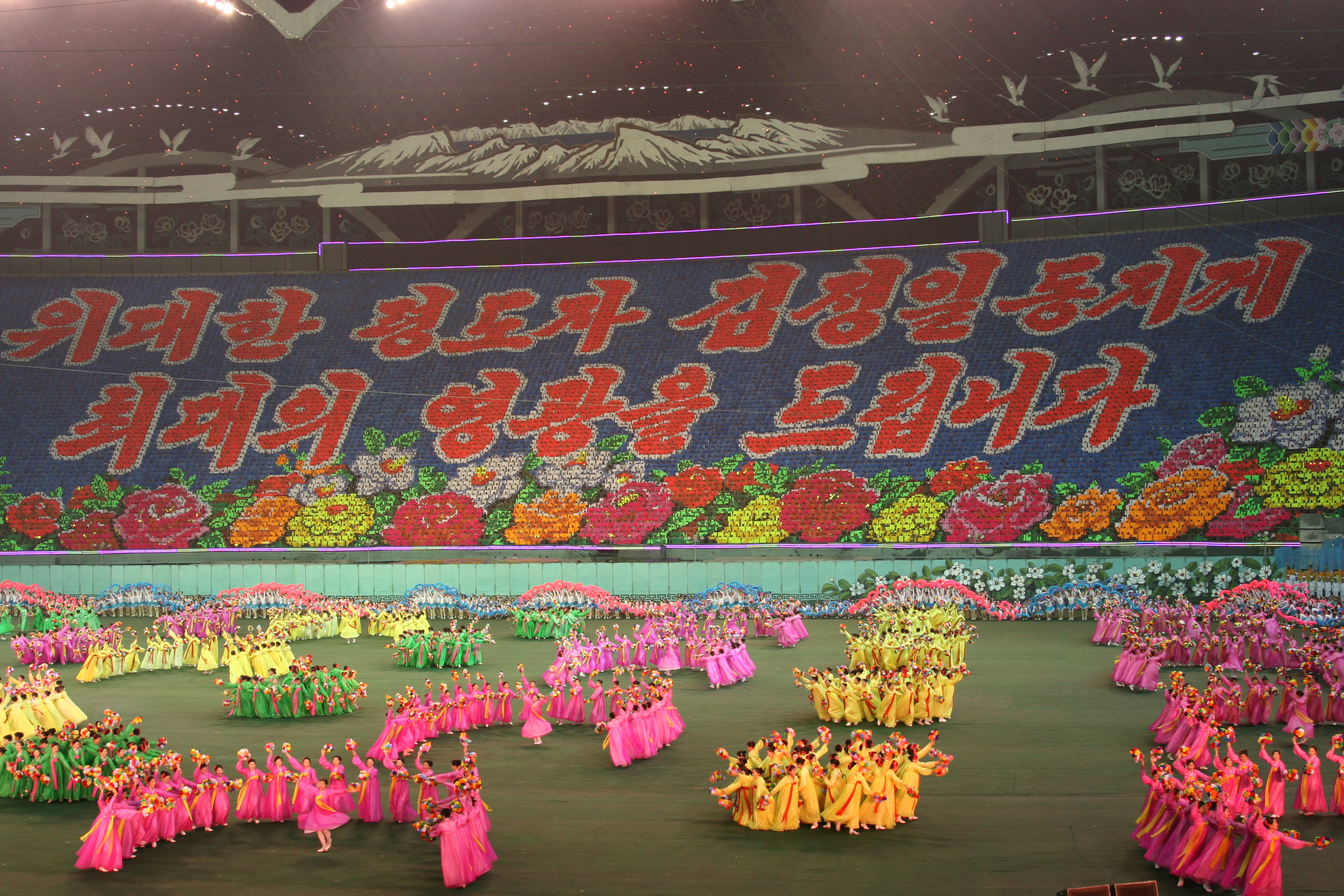

## تاریخچه
«گشایش یافته در روز مِی» معنای نام مهم‌ترین ورزشگاه کرهٔ شمالی و بزرگ‌ترین ورزشگاه فوتبال حال حاضر کره زمین است. این ورزشگاه در یکی از جزیره‌های کوچک پیونگ‌یانگ ساخته شده و با نوع خاص معماری‌اش، فضای جالبی در این جزیره ساخته‌است. ۱ مِی ۱۹۸۹، روز افتتاح این ورزشگاه به‌شمار می‌رود. روزی بااهمیت در تقویم سالیانهٔ کره‌شمالی، که روز جهانی کارگر است. ساخت این ورزشگاه ۲٫۵ سال بعد از افتتاح ورزشگاه ۷۰ هزار نفری المپیک سئول در کرهٔ جنوبی، ساختِ رونگرادو آغاز شد تا کرهٔ شمالی، به نوعی از رقابت با کشور همسایه برای ساخت ورزشگاه‌های بزرگ عقب نماند. دو سال و نیم طول کشید تا ساخت این ورزشگاه در کرهٔ شمالی به پایان برسد. ورزشگاه کرهٔ جنوبی، برای افتتاحیهٔ المپیک ۱۹۸۸ مورد استفاده قرار گرفت و ورزشگاه کرهٔ شمالی، برای افتتاحیه سیزدهمین جشنواره جوانان و دانشجویان.
از ابتدای ساختِ ورزشگاه رونگرادو، قرار بر این بود تا ورزش فوتبال کاربری اصلی آن باشد و این اتفاق نیز افتاد اما در همه این سال‌ها، مراسم ملی زیادی نیز با حضور رهبران کرهٔ شمالی در این ورزشگاه برگزار شده‌اند. به هر حال فوتبال، یک دغدغهٔ جدی در کشور کرهٔ شمالی نیست و طبیعی به نظر می‌رسد که از این ورزشگاه بزرگ، بهره‌برداری‌های سیاسی و ایدئولوژیک نیز صورت بگیرد.
یک سال بعد از تکمیل ورزشگاه، مراسم اعدام فرمانده‌هایی که برای ترور کیم جونگ ایل نقشه کشیده بودند، در رونگرادو برگزار شد. مراسمی که در آن، این فرمانده‌ها در آتش سوزانده شدند تا وحشتناک‌ترین روز تاریخ رونگرادو رقم خورده باشد. این تنها استادیوم فوتبال نیست که چنین تجربه‌ای را پشت سر گذاشته‌است. ظرفیت این ورزشگاهِ ۲ طبقه‌ای در شرایط عادی ۱۱۰ هزار نفر است اما اگر قرار به نشستن هواداران در فواصل سکوهای آن باشد، جمعیت به مراتب بیشتری می‌توانند در استادیوم حضور پیدا کنند. رکورد حضور تماشاگر در این ورزشگاه، مربوط به رقابت‌های کشتی سال ۱۹۹۵ است. جایی که ۱۹۰ هزار نفر در ورزشگاه حاضر بودند تا بزرگ‌ترین رقابت‌های کشتی تاریخ رقم بخورد.

## ویژگی‌ها
ابعاد زمین فوتبال مجموعهٔ ورزشی رونگرادو، ۱۰۵ در ۶۸ متر است. درست به اندازهٔ ورزشگاه‌های ومبلی و نیوکمپ. ابعاد پیست تارتان اطراف زمین اما از همهٔ ورزشگاه‌های فوتبال دیگر دنیا بیشتر است. طراحی ۱۶ طاق قوسی، حلقه‌ای را دور ورزشگاه شکل داده‌اند تا نمای بیرونی آن، درست شبیه گل مگنولیا شود. سقف، مهم‌ترین بخش در طراحی ورزشگاه رونگرادو به‌شمار می‌رود. سقف ورزشگاه، ۶۰ متر از فضای درونی و ۴۰ متر از فضای بیرونی آن را پوشش می‌دهد و موجب شده این ورزشگاه جایزهٔ بهترین طراحی ابداعی را از جشنوارهٔ خلاقیت‌های ژنو دریافت کند.
ارتفاع رونگرادو، دقیقاً ۶۰ متر است. برای این ورزشگاه، هشتاد گیت خروجی، ۱۰ پله‌برقی و چندین آسانسور تعبیه شده‌است. بهترین بخش امکانات رونگرادو، سالن‌های تمرین متعدد آن است که این ورزشگاه را تبدیل به انتخاب ایده‌آلی برای روزهای تمرین تیم‌ها می‌کند. سالن‌های ریکاوری، استخر در فضای بسته، چند سونا، سه اتاق پذیرایی، چند اتاق رسانه‌ای و سالن‌های بزرگی برای برگزاری رقابت‌های دو و میدانی داخل‌سالن، امکانات مهم دیگر رونگرادو محسوب می‌شوند.

## رویدادها
مراسم «Mass Games» شاید جالب‌ترین اتفاقی باشد که هر سال در رونگرادو اتفاق می‌افتد. در این نوع عجیب از ژیمناستیک نمایشی، حدود ۱۰۰ هزار شرکت‌کننده به مدت ۹۰ دقیقه مشغول انجام حرکات آکروباتیک می‌شوند و موزائیک‌های غول‌پیکری را به نمایش می‌گذارند که به‌عنوان عظیم‌ترین تصویر دنیا شناخته می‌شود. توریست‌ها نیز اجازهٔ تماشا کردن این مراسم از نزدیک را دارند اما فقط به سکوهای خاصی راه داده می‌شوند. این بازی‌ها یکی از عوامل مهم حضور توریست‌ها در کرهٔ شمالی محسوب می‌شوند.